# Institut d'échanges interculturels
Pour les articles homonymes, voir IEI et ICE.
L'Institut d'échanges interculturels ou IEI (en anglais, Institute for Cross-cultural Exchange ou ICE) est une organisation éducative interculturelle à but non lucratif basée à Calgary, Alberta, Canada. Administrée et dotée d'un personnel entièrement bénévole, l'institut promeut l'alphabétisation des enfants et l'éducation interculturelle au Canada et à l'étranger. Il fournit aux enfants à risque leurs tout premiers livres, des histoires illustrées et stimulantes du Moyen-Orient et de l'Asie centrale,,.
L'Institute a été enregistré comme fondation publique au Canada le 15 novembre 2004, et son numéro d'enregistrement d'organisme de bienfaisance est 86260 1077 R0001,.